# ۳-هیدروکسی‌پیکولینیک اسید
۳-هیدروکسی‌پیکولینیک اسید (به انگلیسی: 3-Hydroxypicolinic acid) با فرمول شیمیایی C۶H۵NO۳ یک ترکیب شیمیایی با شناسه پاب‌کم ۱۳۴۰۱ است. که جرم مولی آن ۱۳۹٫۱۰۹ g/mol می‌باشد. شکل ظاهری این ترکیب، زرد روشن است.